# Генри Уэнтуорт Экли
Генри Уэнтуорт Экли (англ. Henry Wentworth Akeley) — вымышленный персонаж из повести «Шепчущий во тьме» (1930) Говарда Лавкрафта, а также последователей «Мифов Ктулху». Одинокий ученый, известный академик, фольклорист, живущий на ферме в городке Тауншенд, округ Уиндем, штат Вермонт. Друг по переписке Алберта Уилмарта. Один из самых загадочных персонажей Лавкрафта.

## Описание
Лавкрафт так описывает Экли в повести «Шепчущий во тьме»:

Экли был последним представителем уважаемой семьи здешних старожилов, давшей юристов, администраторов и просвещенных аграриев. В его лице, однако, семейство пережило переход от практических занятий к чистой науке; он был заметен своими успехами в математике, астрономии, биологии, антропологии и фольклоре в университете Вермонта. Ранее я никогда о нем не слышал, и в своих письмах он почти ничего о себе не сообщал; но сразу было видно, что это человек с сильным характером, образованный, с развитым интеллектом, хотя и затворник, не очень искушенный в чисто земных делах. 

На мысль об этих исследованиях меня навели странные старые легенды, которые мне довелось услышать от пожилых фермеров, грубых и невежественных людей, хотя, признаюсь, теперь я желал бы, чтобы этих исследований вообще не было. Я могу без ложной скромности сказать, что хорошо знаком с антропологией и фольклором. Для меня не новость то, что истории о тайных племенах так же стары, как само человечество.Оригинальный текст (англ.)He was, I discovered, the last representative on his home soil of a long, locally distinguished line of jurists, administrators, and gentlemen-agriculturists. In him, however, the family mentally had veered away from practical affairs to pure scholarship; so that he had been a notable student of mathematics, astronomy, biology, anthropology, and folklore at the University of Vermont. I had never previously heard of him, and he did not give many autobiographical details in his communications; but from the first I saw he was a man of character, education, and intelligence, albeit a recluse with very little worldly sophistication.

 I was directed toward such studies by the queer old tales I used to hear from elderly farmers of the more ignorant sort, but now I wish I had let the whole matter alone. I might say, with all proper modesty, that the subject of anthropology and folklore is by no means strange to me.

Генри Экли — одинокий ученый, живущий на ферме близ городка Тауншенд (округ Уиндем, штат Вермонт). Мечтательный человек, известный академик, который изучал фольклор. Человек приятной наружности с аккуратной седой бородкой. Его жена умерла в 1901 году, после рождения единственного сына Джорджа Гудинафа Экли. Выйдя на пенсию, вернулся в фамильное имение — двухэтажный дом в горах у подножия Чёрной горы (англ. Dark Mountain). С 5 мая 1928 года стал постоянным другом по переписке с профессором Албертом Уилмартом. Изучил труды таких ученых, как Тайлор, Люббок, Фрейзер, Куатрефейджес, Мюррей, Осборн, Кейт, Буле, Дж. Эллиот Смит, а также работы о пришельцах Чарльза Форта.
Экли расследовал деятельность Ми-Го. Эйкли рассказывал дикие истории и страдал приступами паранойи, которые заставили многих его соседей поверить, что престарелый учёный сошёл с ума. Впоследствии у него развилась мания преследования. Экли заявил, что попал под слежку агентов Ми-Го из «Культа злых людей». Экли назвал четверых агентов: агента впервые вышедшего на контакт, соседа Брауна, некого Адамса и бостонца Нойеса, который ездил на машине с номерами штата Массачусетс. В ходе вылазки ночью в лес Экли записал на фонограф ритуал (посвященный Ньярлатхотепу и Шуб-Ниггурат). Экли выполнил перевод инопланетных иероглифов с Черного камня и отправил фотографии с доказательствами Уилмарту. Однако, посылку похитили на вокзале. Дом Экли подвергся нескольким нападениям Ми-Го, один из которых был им застрелен, но тело пришельца быстро растворилось и фотоаппарат не смог его запечатлеть. Позже Ми-Го пошли на контакт с Экли и произошла резкая перемена в его характере. Экли просил Уилмарта срочно явится к нему на ферму, взяв доказательства. Якобы Ми-Го не желают ему зла, а готовы открыть тайны вселенной.
В сентябре 1928 года Экли таинственным образом исчез и его судьба остается неизвестной. Уилмарту удается узнать только, что мозг Экли был помещен в мозговой цилиндр Ми-го. Тот, кто представился Экли, имел деревенский акцент, более изысканную манеру речи, жаловался на астму, скрывался от света в тени и говорил шёпотом. На ферме Экли остались следы от выстрелов пистолета Уилмарта. 

## Вдохновение
Роберт Прайс утверждает, что упоминание в повести Артура Мэкена отнюдь неспроста: «Лавкрафт разделил роль мэкеновского профессора Грегга между профессором Уилмартом и фольклористом Экли… Именно Экли, а не профессор, в конце исчезает в когтях древней расы. Уилмарт остаётся, чтобы досказать историю, — как мисс Лалли у Мэкена».
С. Т. Джоши отмечает проблематичным, чтобы за маской скрывался Ньярлатхотеп. На записи фонографа говорится, что «Ньярлатхотеп будет замаскирован под одеждой и маской (хотя, в этом месте запись прерывается)»; Но, если это так, это может означать, что Ньярлатхотеп пребывает в телесной форме грибообразных Ми-Го, а его жужжащий голос был записан на пластинке, которую прослушивал Уилмарт. «Если Ньярлатхотеп (как назвали его критики) "оборотень", то почему он должен носить лицо и руки Экли, а не просто принять облик Эйкели?». Также диалоги Ньярлатхотепа обычно выделяются сардонической интонацией.
В «Энциклопедии Лавкрафта» говорится, что поездка в Вермонт на автомобиле «Форд» повторяет поездку Лавкрафта на ферму Вреста Ортона в 1928 году: «Нас встретил [в Брэттлборо] «Форд», принадлежавший соседу, и мы поспешили покинуть всю земную реальность среди ярких холмов и мистических извилистые дороги земли, не изменившейся за столетие» (письмо Лилиан Д. Кларк, от 12 июня 1928 года). Генри Уэнтворт Экли частично основан на простоватом местном жителей Берте Дж. Экли, с которым Лавкрафт познакомился в этой поездке. Уединенный фермерский дом Экли, похоже, основан на резиденции Ортонов в Брэттлборо. Сын Генри, Джордж Гуденаф Экли, назван частично в честь поэта-любителя Артура Гуденаф, чье деревенское жилище частично напоминало фермерский дом Экли. В начале повести упоминается «Пендрифтер» (обозреватель журнала «Реформатор Брэттлборо»), а также «Болото Ли» — Ли были соседями Ортона.

## Другие авторы
Август Дерлет упоминает Генри Экли и его двоюродного брата Уилбера Экли в рассказе «Окно в мансарде» (1957).
Ричард Лупофф в рассказе «Документы в саквояже Элизабет Экли» (англ. Documents in the Case of Elizabeth Akeley) (1982) описывает Элизабет Экли, правнучку Генри Экли. По версии Лупоффа, Экли не пал жертвой Ми-Го, а присоединился к ним добровольно и все еще жив. Лупофф предполагает, что Экли является незаконнорождённым сыном главы вермонтской секты «Церкви Звёздной Мудрости» — Абеднего Экли (англ. Abednego Akeley) и его служанки Сары Филлипс (англ. Sarah Phillips)
Трой Янг в рассказе  «Все заканчивается там, где началось» (англ. It Ends Where It Began) (2020) упоминает человека по имени Уильям Экли, который работает в должности декана в Мискатоникском университете и изучает оккультные труды. С его слов: «его семья жила в Аркхэме с момента его основания и воочию была свидетелем многих странных вещей». Позже выясняется, что Экли является аватаром Ньярлатхотепа.
Брайан М. Сэммонс в рассказе «Отключенный» (англ. Disconected) (2006) пишет об Экли. 
Алан Мур изобразил Генри Экли в серии комиксов «Providence».

## Фильм

Экранизация повести 2011 года

Барри Линч исполнил роль Генри Экли в черно-белом фильме «Шепчущий во тьме» 2011 года. Снят и спродюсирован Шоном Брэнни, Эндрю Леманом и Дэвидом Робертсоном для компании H.P. Lovecraft Historical Society. Снят с использованием «Мифоскопа», сочетает старинные и современные съемочные техники, призван создать вид фильма эпохи 1930-х годов. Фильм передает внешний вид «классических фильмов ужасов 1930-х годов, таких как Дракула, Франкенштейн и Кинг-Конг».